# Mirza Mešić
Mirza Mešić (Tuzla, 28. lipnja 1980.) bivši je bosanskohercegovački nogometaš.
Visoki je napadač krenuo s nogometom u Slobodi iz rodne mu Tuzle. Kasnije odlazi u francuske Nantes, te Besançon. U Hajduk je stigao na ljeto 2004. kod trenera Ivana Katalinića. Uz pokoju minutu u 1. HNL zabilježio je i nastup u kvalifikacijama za Ligu prvaka protiv irskog Shelbournea. Nakon tih par slabijih utakmica seli na klupu/tribine, te na zimu napušta Split. Nakon toga igra u bosanskohercegovačkom prvenstvu u dresovima Žepča, Posušja, te na kraju Sarajeva. 
Statistika u Hajduku
| Natjecanje        | Nastupi | Zgoditci |
| ----------------- | ------- | -------- |
| Prvenstvo         | 3       | 0        |
| Kup               | 0       | 0        |
| Superkup          | 0       | 0        |
| Međunarodne       | 2       | 0        |
| Splitski podsavez | 0       | 0        |
| Ukupno            | 5       | 0        |
| Prijateljske      | 2       | 1        |
| Sveukupno         | 7       | 1        |

### Vanjske poveznica
- Nogometni-magazin: statistika